# Capegaster striatus
Capegaster striatus är en skalbaggsart som beskrevs av Karl Adlbauer 2006. Capegaster striatus ingår i släktet Capegaster och familjen långhorningar. Inga underarter finns listade.